# Редишено
Редишено (бел. Радзішана) — деревня в Ордатском совете Шкловского района Могилёвской области Беларуси.
Редишено расположено к юго-западу от центра сельсовета — деревни Ордать.

## История
Упоминается в 1643 году как деревни Радишин (с мельницей) и Второй Радишин в Басейском войтовстве Шкловской волости в Оршанском повете Великого Княжества Литовского. В Могилёвской губернии деревня Радишино относилась к Городищенской волости Горецкого уезда.